# Лапинський Євген Валентинович
Лапи́нський Євге́н Валенти́нович (*23 березня 1942 — †29 вересня 1999) — український волейболіст, олімпійський чемпіон.

## Життєпис
Є. В. Лапинський народився 23 березня 1942 року у Воронезькій області РРФСР, СРСР.
Закінчив Одеський педагогічний інститут.
Виступав в одеській команді «Буревісник».
У складі збірної команди Української РСР був чемпіоном СРСР 1968 року та переможцем Спартакіади народів СРСР.
У складі збірної команди СРСР здобув золоту медаль на Олімпіаді в Мехіко (1968) та бронзову на мюнхенській Олімпіаді (1972).
Визнаний найкращим волейболістом Одеси ХХ століття.
Був викладачем кафедри фізичного виховання Одеської національної академії зв'язку імені О. Попова.
Помер 29 вересня 1999 року в Одесі. Похований на 2-му християнському кладовищі.

## Нагороди
- Заслужений майстер спорту СРСР